# La Serpentine
La Serpentine är en bergstopp i Schweiz.   Den ligger i distriktet Hérens och kantonen Valais, i den södra delen av landet, 110 km söder om huvudstaden Bern. Toppen på La Serpentine är 3 795 meter över havet, eller 248 meter över den omgivande terrängen. Bredden vid basen är 3,1 km.
Terrängen runt La Serpentine är huvudsakligen bergig, men den allra närmaste omgivningen är kuperad. Runt La Serpentine är det ganska glesbefolkat, med 23 invånare per kvadratkilometer.. Närmaste större samhälle är Evolène, 16,0 km norr om La Serpentine. 
Trakten runt La Serpentine är permanent täckt av is och snö.